# Fieseler Fi 156 Storch

Схема самолёта Физелер Fi 156 «Шторх»

Фи́зелер Fi 156 «Што́рх» (нем. Fieseler Fi 156 Storch, «Шторх» с нем. — «аист») — немецкий армейский лёгкий самолёт разведки, сообщения и целеуказания, созданный и широко использовавшийся в нацистской Германии и союзных с ней странах в период с 1937 по 1945 годы. Уникальные лётные качества самолёта, помимо основного предназначения, позволяли выполнять значительно более широкий круг задач: постановка дымовых завес, сброс различного вида грузов и вооружения, морского патрулирования с применением глубинных бомб; в качестве лёгкого бомбардировщика, для эвакуации раненых, спасения сбитых летчиков и перевозки начальствуещего состава армии, канцелярии. Его выпуск продолжался до конца 1950-х годов, в основном, для частного рынка авиатехники. Остается широко известным до настоящих дней.

## Конструкция и запуск в производство

### Разработка
Прототип самолёта, Fi 97, разработанный Куртом Арнольтом, был представлен на европейском авиаслёте Challenge в Варшаве в 1934 году. Он показал необычно короткие разбег при взлете и пробег при посадке, отличные данные на малых скоростях благодаря автоматическим предкрылкам «Хендли Пейдж» (55 % размаха крыла) и так называемому «вращающемуся крылу» (закрылку, выдвигаемому назад и вниз и увеличивающему площадь крыла на 18 %).
В 1935 году Рейхсминистерство авиации Третьего Рейха разместило тендерный заказ на новый самолёт для люфтваффе, способный выполнять задачи разведки и рекогносцировки местности и эвакуации раненых, в соответствии с нуждами войск, выявленными в ходе некоторых исследований. Конкурс выиграла компания Fieseler — её предложение создания самолёта, отвечающего концепции «короткий взлёт и посадка» оказалось лучшим.
Главный конструктор Рейнольд Мевес (нем. Reinhold Mewes) и технический директор компании Эрих Бахен (нем. Erich Bachen) предложили конструкцию, которая обеспечивала возможность практически вертикального взлёта в случае сильного фронтального ветра, крылья на земле у самолёта складывались назад вдоль фюзеляжа, свечные стальные пружинные рессоры стоек с масляными демпферами подавляли около 45 см амплитуды при посадке и крепились к нижней точке пирамидальных подкосов по бокам фюзеляжа. Фюзеляж был сварен из стальных труб и обшит тканью, двухлонжеронное деревянное крыло было покрыто тканью, оперение обшито фанерой. Кабина была рассчитана на троих и обеспечивала прекрасный обзор за счет остекления боковых панелей, выступающих над фюзеляжем, и потолка. Самолёт оснащался 240-сильным двигателем «Аргус» Аs-10С — 8-цилиндровым, установленным на мотораме из стальных труб. Два топливных бака на 150 л располагались в центроплане. При транспортировке самолёт можно было перевозить сложенным в кузове грузовика или даже медленно буксировать за тягачом.
Заднюю кромку крыла самолёта занимала посадочная механизация: статически сбалансированный щелевой элерон на внешней панели и щелевой закрылок на внутренней. Предусматривались два варианта конструкции — Fi 156 a с неподвижным предкрылком из легкого сплава и Fi 156 b с выдвижным предкрылком, обеспечивающим лучшие характеристики на больших скоростях полета.

### Испытания и запуск в производство
В течение весны и начала лета 1935 года было закончено изготовление трёх опытных самолетов А-серии: Fi 156-V1 (D-IКVN) с металлическим винтом фиксированного шага, V2 (D-IDVS) с деревянным винтом фиксированного шага и VЗ (D-IGLI) c военным оборудованием. Испытания дали отличные результаты: скоростной диапазон в пределах 50 — 170 км/ч; пробег при взлёте при встречном ветре 13 км/ч составил 40 метров, а при использовании тормозов и таком же ветре — всего 15 м, пробег при посадке составил всего 18 м. Таким образом, Fi 156 показал прекрасные возможности использования для ближней разведки, наблюдения и связи. Эта модель с лёгкостью выиграла тендер.
Осенью 1936 г. «Физелер флюгцойгбау» получила инструкцию подготовить ещё несколько самолетов для армейских испытаний и подготовиться к выпуску установочной партии.
В начале зимы 1937 г. начались испытания Fi 156 V4 на лыжном шасси. Эталоном серии стал V5. Весной 1937 г. было изготовлено ещё 10 машин, использовавшихся для проведения испытаний и демонстрационных полетов. Один из самолётов участвовал в 4-м международном слете Challenge в Цюрихе, 23 июля — 1 августа 1937 г., что стало публичным дебютом «Шторха», к тому времени запущенному в серию.
Во время испытаний было установлено, что самолёт с полной взлётной массой 1240 кг и нагрузкой на крыло 48 кг/кв.м сохраняет управляемость при скорости до 50км/ч, а при достаточном встречном ветре способен парить в воздухе на одном месте. Во время испытаний при среднем ветре «Шторх» успешно сел на вспаханное поле с пробегом в пять метров. Такие уникальные лётные качества позволяли вести на самолёте не только разведку и связь, но также использовать его для постановки дымовых завес, сброса грузов, в качестве морского патрульного самолета с 135-килограммовой глубинной бомбой на подвеске под фюзеляжем.

### Боевое оснащение
Главный защитой «Шторха» стала малая скорость полета, позволявшая уклониться от атак истребителей. Тем не менее улучшенную версию самолёта С-серии оснастили пулемётом МG-15, стреляющим назад через «линзовую» установку в крыше кабины. Самолёт также мог использоваться как бомбардировщик с 50-килограммовой бомбой под фюзеляжем и двумя такими же бомбами под крылом. Пилот для бомбометания с пологого пикирования использовал нанесенные на лобовом стекле прицельные метки, а угол пикирования определял по наклону подкосов к горизонту.

## Серийный выпуск
Люфтваффе начала получать самолёты зимой 1937-38 гг. Hесколько машин как транспортные самолеты общего назначения направили в Испанию в состав легиона «Кондор». К концу 1938 г. Физелер выпускал три машины в неделю.
Машины серии С начали сходить со сборочной линии в Касселе в начале 1939 г. С-2 предназначался для ближней разведки и в стандартном варианте оснащался пулемётом МG-15 и местом под фотокамеру. Экипаж состоял из двух человек. Позже была предусмотрена возможность установить носилки.
В течение 1939 г. в Люфтваффе поступило 227 Fi 156, начался экспорт в Финляндию и Швейцарию. Герман Геринг подарил «Шторхи» Муссолини и Сталину.
Советский Союз в 1940 году закупил у Германии и другие самолёты, которые прибыли в Москву на Центральный аэродром им. Фрунзе. Авиатехника была тщательно изучена, испытана в НИИ ВВС и в аэродинамических трубах ЦАГИ. Советские инженеры пришли к выводу, что новые МиГи, Яки и др. не хуже, а в чем-то даже превосходят немецкие самолеты, однако аналога «Шторха» у СССР не оказалось. И.В. Сталин дал задание запустить в производство аналог. Заместитель наркома авиапромышленности по опытному самолетостроению А. С. Яковлев рекомендовал для выполнения этого задания ведущего инженера своего ОКБ Олега Константиновича Антонова. В Литве было подготовлено, но так и не начато производство самолёта ШС (штабной самолет), оснащаемого шестицилиндровым рядным двигателем «Рено-6Q». Согласно акту, подписанному 24 января 1941 года А. И. Филиным, новый советский самолёт связи (СС) «является точной копией самолета Физлер „Шторх“» и «построен по чертежам, снятым с немецкого самолета». На основе этого самолёта был изготовлен также лёгкий санитарный самолёт.
В 1940 г. выпущено 216 «Шторхов», в 1941 г. 430 самолетов. Они поставлялись не только в Люфтваффе, но также в небольших количествах Болгарии, Хорватии, Венгрии, Румынии и Словакии. К этому времени производство переключилось на модели С-3 и С-5, оснащавшиеся двигателями «Аргус» Аs-10Р. С топливным баком на внешней подвеске дальность С-5 возрастала с 380 до 1000 км.
В течение 1942 г. завод в Касселе выпускал до 40 машин в месяц, всего за год поставлено 484 самолета. С апреля к выпуску «Шторха» подключили занятый немцами завод «Моран-Сольнье» в Пюто, до конца 1942 года поставивший 121 самолет.
До августа 1943 г. «Физелер» продолжал наращивать выпуск, доведя его до 60 машин в Касселе. Затем линии были переоснащены на выпуск Фокке-Вульфов-190, а шаблоны и оборудование «Шторха» переданы на завод «Мрац» в Чосене, который начал поставки в декабре 1943 г. Немецкий завод таким образом выпустил до конца 1943 г. 480 Fi 156, завод в Пюто — 403.
Французский завод выпустил для Люфтваффе до середины августа 1944 г. 260 «Шторхов», 137 было поставлено из Чехословакии в 1944 году и не больше дюжины в 1945-м. Позже заводы во Франции и Чехословакии продолжили выпуск этого выдающегося самолета, но для себя.
За период 1937-45 годов Люфтваффе получила около 2900 «Шторхов», каждый двенадцатый был поставлен союзникам Германии.

## Военное применение
С началом немецкого наступления на Западе летом 1940 г. «Шторх» начали применять как санитарный и спасательный самолет, вывозя сбитых пилотов-истребителей из самых неблагоприятных точек. В составе специальных спасательных эскадрилий «Шторхи» использовались для этих целей на протяжении всей войны.
«Шторх» был персональным самолетом Роммеля и Кессельринга, но после того, как «Шторх» сбили, Роммель пересел на более быстрый «фокке-вульф-189».
С-3 и C-5 интенсивно использовались в Средиземноморье и Северной Африке с пылевыми фильтрами и снаряжением для выживания в пустыне. Параллельно с С-серией с конца 1941 г. выпускалась специализированная D-серия для спасательных эскадрилий в пустыне. В правой части кабины у этих самолётов был устроен большой открывающийся вверх люк без остекления.

### Случай с Муссолини
В 1943 г. с помощью «Шторха» был освобожден Бенито Муссолини, заблокированный в отеле на пике Гран Сассо Массив в Абруцци-э-Молизе, располагавшемся на высоте 3000 м и доступном только по подвесной дороге. Первоначально ответственный за операцию гауптштурмфюрер СС Отто Скорцени планировал вывезти дуче на вертолёте «Фокке-Ахгелис» Fа 223, но тот в последний момент вышел из строя. «Шторх» смог приземлиться на небольшой площадке у отеля и с перегрузкой при взлёте всё-таки вывез Муссолини из заточения.

## Лётно-технические характеристики
Технические характеристики
- Экипаж: 2 чел.
- Длина: 9,90 м
- Размах крыла: 14,25 м
- Высота: 3,05 м
- Площадь крыла: 25,20 м²
- Масса пустого: 930 кг
- Нормальная взлётная масса: 1325 кг
- Силовая установка: 1 × ПД Argus As 10C-3
- Мощность двигателей: 1 × 240 л. с.

Лётные характеристики
- Максимальная скорость: 175 км/ч
- Крейсерская скорость: 150 км/ч
- Практическая дальность: 385 км
- Практический потолок: 4600 м
- Скороподъёмность: 280 м/мин

Вооружение
- Стрелково-пушечное: один 7,92-мм пулемет MG-15 в задней части кабины

## Модификации

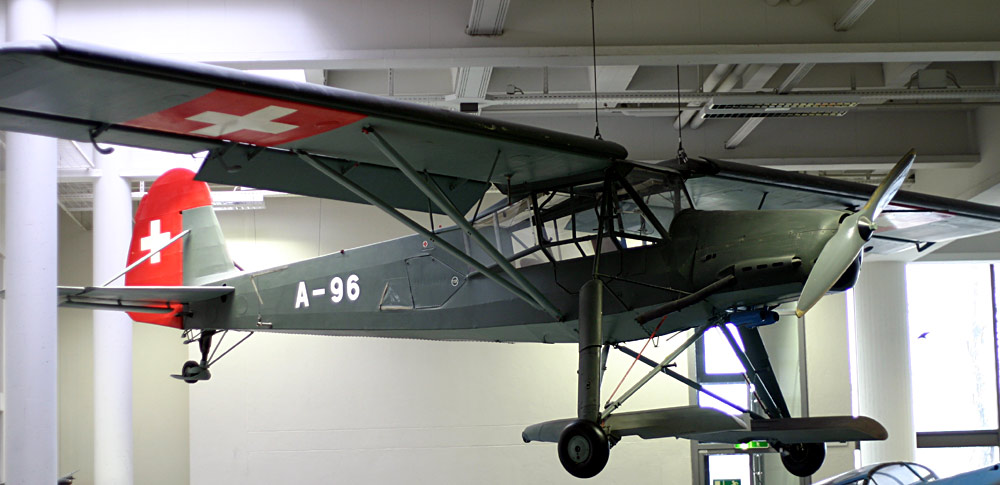
Fi 156C-1 ВВС Швейцарии.

- Fi 156 — прототипы с номерами Versuchs. Первый прототип V1 впервые поднялся в воздух весной 1936 г. Он был оснащён 180 kW двигателем воздушного охлаждения (мощностью в 240 л. с.), перевёрнутым V-образным двигателем Argus As 10C V8, позволявшим самолёту развивать максимальную скорость всего в 175 км/ч, при минимальной скорости в 50 км/ч, и пробеге при посадке 18 метров. Впоследствии были разработаны усовершенствованные замены — V2 и V3, оборудованный лыжами V4 и последний вариант — V5.
- Fi 156A-0 — модель на стадии испытаний, в массовое производство не запущена.
- Fi156A-1 — первая модификация самолётов для массового производства. Заказ на модель в количестве 16 единиц поступил от люфтваффе, первый экземпляр поступил на вооружение в середине 1937 г.
- Fi156B — вариант со множеством малых изменений-усовершенствований и одним большим — изменением в конструкции выдвижного предкрылка. Изменения позволяют модели развивать скорость в 208 км/ч.
- Fi 156C — вариант модели с дальнейшим подразделением на:
  - C-0
  - C-1 — трёхместный вариант (на вооружении с 1939 г.) Заменен в 1941 на C-3 (см. далее)
  - C-2 — двухместный наблюдательно-разведывательный вариант с пулемётом MG-15, размещённым сзади (на вооружении с 1939 г.)
  - C-3 — замена двум предыдущим вариантам «шторьха». универсальная модель, совмещающая достоинства С-1 и С-2 и подходившая для любого использования.
  - C-5 — C-3 с размещенным снизу днища сбрасываемым топливным баком. Некоторые экземпляры были оснащены лыжами, для использования на снегу.
  - C-3/Trop — вариант Fi 156C-5 для использования в условиях тропического климата с воздушными фильтрами двигателя, защищавшими от пыли и песка.
- Fi 156D — санитарный на базе Fi 156C, с двигателем Argus AsP, увеличенной кабиной для размещения одних носилок и с увеличенным грузовым люком. Опытные экземпляры обозначались D-0, серийные — D-1.
- Fi 156E — десять опытных вариантов с оснащением гусеничными шасси
- Fi 256 — пятиместная гражданская версия модели, произвоимая на заводе Morane-Saulnier во Франции.
- Morane-Saulnier MS-500 Criquet — французское послевоенное производство с 240 л. с.-мощным двигателем Argus
- Morane-Saulnier MS-501 Criquet — вариант с 233 л. с. двигателем Renault 6Q
- Morane-Saulnier MS-502 Criquet — MS-500 с двигателем Argus, заменённым 230 л. с.-мощным звёздообразным бескомпрессорным двигателем Salmson 9ab.
- Morane-Saulnier MS-504 Criquet — вариант с 304 л. с. двигателем Jacobs R-755-A2.
- Morane-Saulnier MS-505 Criquet — MS-500 с двигателем Argus, заменённым 304 л. с.-мощным звёздообразным бескомпрессорным двигателем Jacobs R-755-A2.
- Morane-Saulnier MS-506 Criquet — вариант с 235 л. с. двигателем Lycoming.
- Mráz K-65 Čáp — Чехословацкое послевоенное производство.
- Антонов ОКА-38 «Аист» — советская довоенная переделка «Шторха» с двигателями Renault MV-6, удлинён фюзеляж, уменьшена длина, но увеличена ширина плоскостей.

## Страны-операторы модели

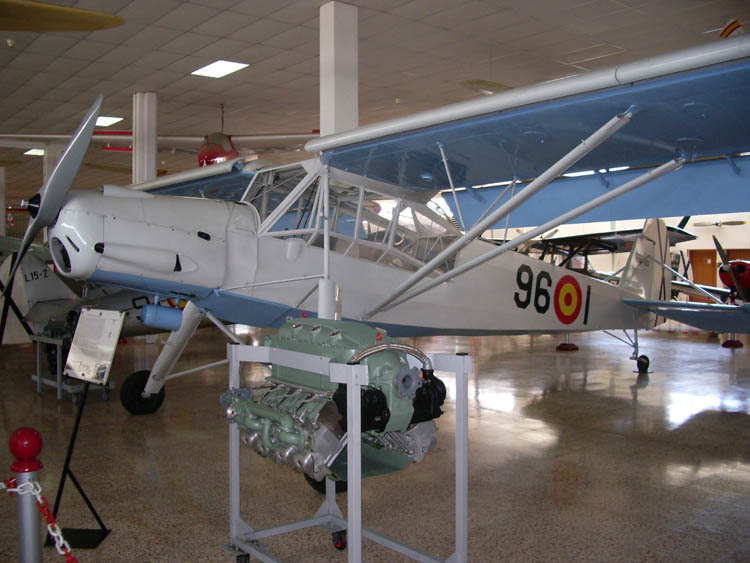
Fi 156 с двигателем Argus As 10 ВВС Испании.

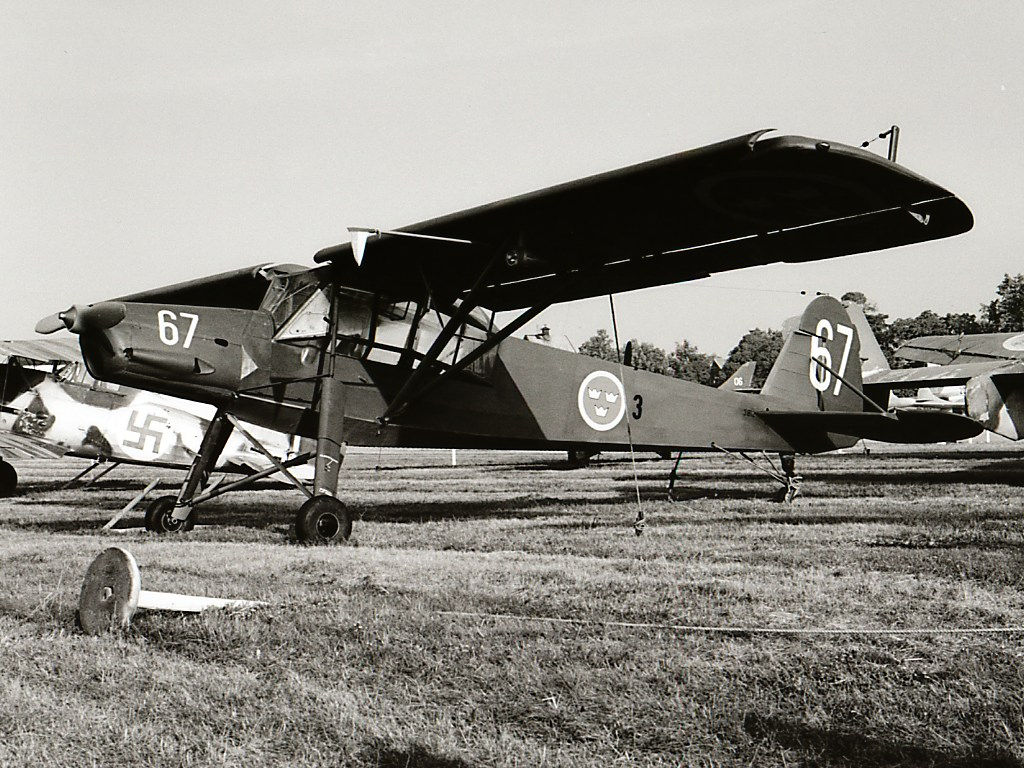
S14 (Fi 156) ВВС Швеции.

- Германия — основной оператор и производитель
- Болгария
- Хорватия
- Венгрия
- Италия
- Финляндия — два самолёта Fi-156 имелось в составе авиаполка LeR-1 военно-воздушных сил Финляндии к началу финской войны 1939—1940[5]
- Франция (в послевоенный период)
- Чехословакия (в послевоенный период)
- Греция (в послевоенный период)
- Лаос (в послевоенный период)
- Норвегия (в послевоенный период)
- Польша (в послевоенный период)
- Румыния
- Словакия
- Южный Вьетнам (в послевоенный период)
- СССР
- Испания
- Камбоджа (в послевоенный период)
- Швеция
- Швейцария
- Великобритания
- Югославия